# Cosmos atrosanguineus
Cosmos atrosanguineus là một loài thực vật có hoa trong họ Cúc. Loài này được William Jackson Hooker mô tả khoa học đầu tiên năm 1861 dưới danh pháp Cosmos diversifolius var. atrosanguineus. Năm 1894 Andreas Voss tách nó ra thành loài độc lập. Danh pháp Cosmos atrosanguineus (Ortgies) Hemsl., 1881 là bất hợp lệ (nom. illeg.), do nó là đồng nghĩa của Cosmos diversifolius.